# 上山元忠
上山 元忠（かみやま もとただ）は、戦国時代から安土桃山時代の武将。毛利氏と同族の長井氏の庶流であり、備後国世羅郡上山郷を本拠とした国人・上山氏の当主。毛利氏家臣。

## 生涯

### 前半生
備後国世羅郡上山郷を本拠とした国人・上山重広の子として生まれる。
弘治4年（1558年）1月26日、毛利隆元の加冠を受けて元服。隆元から「元」の偏諱を与えられて「上山元理」と名乗り、後に「上山元忠」と改名する。元亀3年（1572年）閏1月4日には毛利輝元から「兵庫助」の官途名を与えられた。
天正7年（1579年）、備前国の宇喜多直家が毛利氏を離反して織田氏に味方し、毛利方の備中忍山城を攻撃し占領した。この宇喜多氏の動きに対し、毛利輝元は自ら吉田郡山城を出陣し、同年12月25日夜に忍山城を陥落させた。これによって宇喜多氏の勢力は備中国から駆逐され、輝元は美作国へと進軍する。備中国では備前国との国境防備の強化のために備中国賀陽郡の各城の防備が固められ、加茂城本丸に桂広繁、西の丸に上山元忠、東の丸に元備中石川氏家臣の生石治家、日幡城に毛利元就の娘婿の上原元将、松島城に小早川隆景の家臣である梨羽景連、庭瀬城に隆景家臣の桂景信と井上豊後守がそれぞれ守りについた。

### 備中加茂城の戦い
天正10年（1582年）、羽柴秀吉は備中国の諸城に調略を仕掛け、加茂城を守る桂広繁、上山元忠、生石治家のもとに蜂須賀正勝、生駒親正、堀尾吉晴を派遣して加茂城からの退城を勧告したが、三将はこれに応じなかった。蜂須賀正勝は元忠のもとへ再度書状を送り、毛利氏を離反して織田氏に降れば多くの領地が与えられるであろう旨を告げ、秀吉からの起請文と太刀を加茂城付近の賀茂神社の神官に持たせて元忠へ届けさせた。元忠は再三の調略にも応じず、秀吉から送られた起請文や太刀は輝元のもとへ届けて毛利氏への忠節を示した。また、桂広繁と生石治家にも再三の調略が行われており、桂広繁は元忠と同じく断固として拒否したが、生石治家は調略に応じた。生石治家は元々備中石川氏の家臣で毛利氏家臣となって日が浅く、毛利氏に対する忠誠心も薄かったためと考えられている。
同年4月25日、秀吉に城攻めを委ねられた宇喜多忠家は林重真の守る備中冠山城に猛攻を加え、秀吉家臣の加藤清正が先駆けとなって冠山城を陥落させる。さらに5月2日には宮路山城も降した。宮路山城を降伏させた勢いに乗り、秀吉は加茂城攻撃を開始。加茂城の東の丸を守る生石治家は秀吉の調略に応じていたため、東の丸に秀吉の兵を引き入れた。生石治家は夜半に加茂城本丸の桂広繁へ使者を送って退城を勧告した。この勧告に対し桂広繁の一族の桂右衛門尉が櫓に上って拒絶の意を返答し、東の丸へ鉄砲を撃ち掛けた。これによって戦闘が開始し、生石治家は秀吉を案内して丑の刻から申の刻にかけて、桂広繁の守る本丸と元忠の守る西の丸を激しく攻めたてた。桂広繁と元忠は協力して防戦に努め、村上新五右衛門尉や内藤新右衛門尉らが戦死したが屈せず、逆に敵兵数十人を討ち取って羽柴軍を撃退した。
これに対して小早川隆景は5月3日に鵜飼元辰を使者として元忠に書状を送り、元忠の功を称賛した。5月8日には輝元が元忠へ書状を送って功を賞し、太刀一腰と銀子10枚を送っている。輝元は更に6月10日にも元忠へ書状を送り、元忠の武功に対し「誠にもって感悦し、感謝するばかりである」と述べている。

### その後
天正14年（1586年）3月6日に父・重広が死去し、その後を継いだ。
天正17年（1589年）5月3日、検地により周防国都濃郡内における元忠の所領が61石余りと定められ、打渡状の旨に任せて永く領地することを輝元に認められた。なお、天正19年（1591年）9月25日付の連署書状では元忠の所領は備後国世羅郡上山郷418石8斗3升3合と津田郷30石1斗8升7合の合計449石2升と記されている。
文禄3年（1594年）1月27日、輝元から「加賀守」の受領名を与えられる。
慶長4年（1599年）閏3月21日に死去。嫡男の広忠が後を継いだ。